# Puenteceso
Puenteceso (en gallego y oficialmente Ponteceso) es un lugar y un municipio español de la provincia de La Coruña en Galicia. Pertenece a la comarca de Bergantiños y era conocido hasta finales del siglo XIX con el nombre de Bugalleira.
El núcleo de Puenteceso se ubica en la parroquia de San Tirso de Cospindo
Su población en 2019 era de 5502 habitantes según el INE.

## Etimología
El topónomino del lugar procede del latín pons caesus ("puente cerrado" o "cortado").

## Geografía

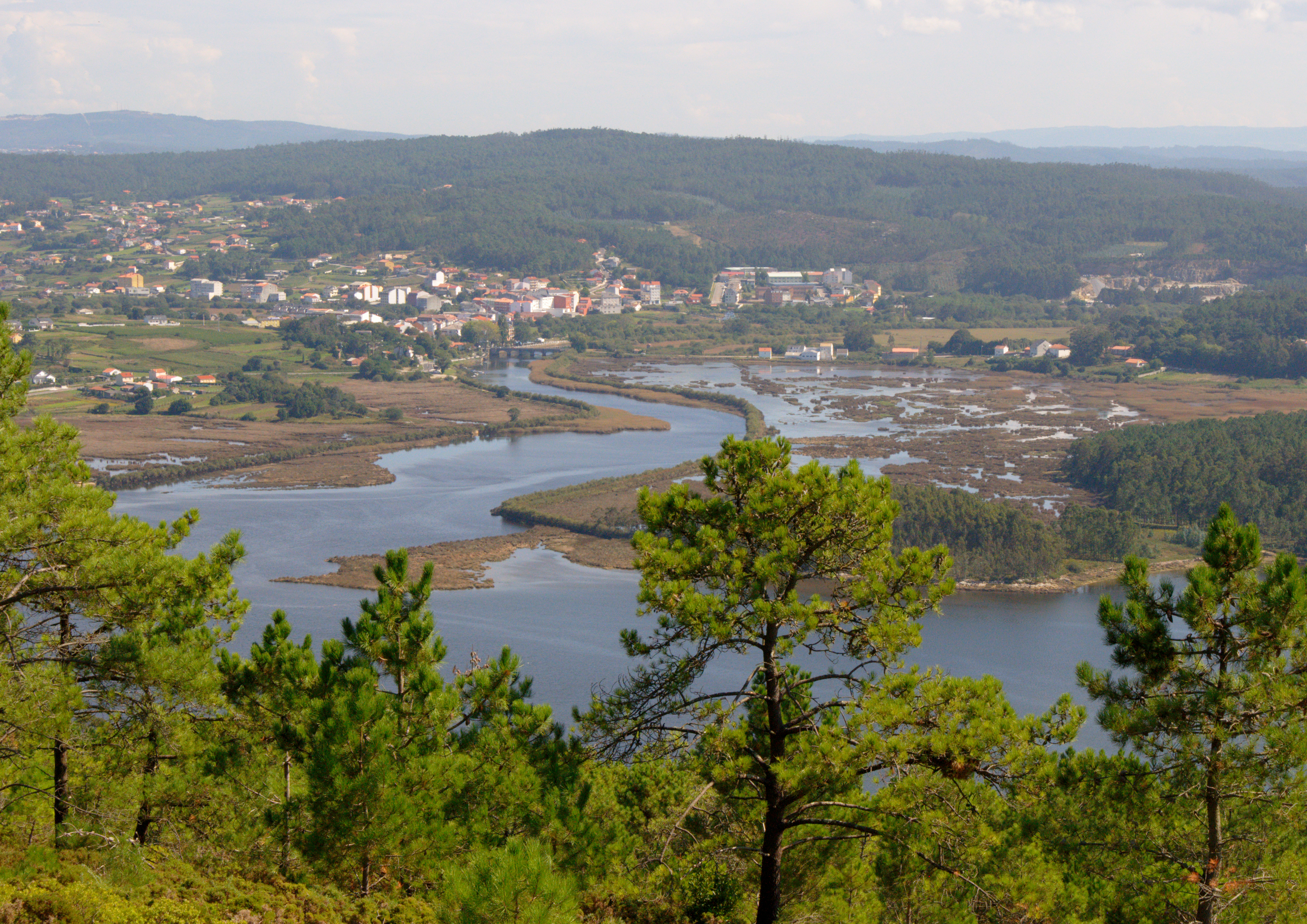
Puenteceso y la zona de la emboca del río Anllóns.

El ayuntamiento de Puenteceso se encuentra situado entre Cabana de Bergantiños, Carballo, Coristanco y Malpica de Bergantiños. Está formado por un conjunto de núcleos de población, entre los que destacan Puenteceso, Corme-Puerto y Cospindo. Si bien también se debe de decir que tanto la villa marinera de Corme como la de Tella son los pueblos del ayuntamiento con mayor número de habitantes. Los centro médicos del ayuntamiento se encuentran en Puenteceso y en Corme-Puerto, donde se encuentra también el único puerto pesquero del ayuntamiento.
A finales de agosto de 2006 en el pueblo de Corme-Puerto surgía de nuevo la vieja idea de la segregación del ayuntamiento de Puenteceso no llegando a consolidarse.

## Parroquias
Parroquias que forman parte del municipio:
- Allones[2]
- Brantuas (San Xulián)
- Cores (San Martiño)
- Corme-Aldea (San Adrián)
- Corme-Puerto[2]
- Cospindo (San Tirso)
- Graña[2]
- Jornes[2]
- Langueirón (San Julián)
- Nemeño (Santo Tomé)
- Niñones[2]
- Pazos (Divino Salvador)
- Tallo (San Andrés)
- Tella (San Eleuterio)

## Economía

### Pesca
La pesca es uno de sus principales pilares económicos. Sobre todo, en el puerto de Corme. 
Corme es un puerto con tradición comercial que, con el paso del tiempo, pasó a ser pesquero. En la actualidad, uno de sus puntos fuertes es el marisqueo, teniendo como principal protagonista al percebe, aunque también se lleva a cabo extracción de otras especies como el erizo de mar. 
Asimismo cabe destacar la presencia en este puerto de un polígono de bateas de mejillón que lo convierte en el principal puerto extractor de esta especie en la Costa de la Muerte. 
El puerto cormelán cuenta también con embarcaciones que combinan distintas artes de pesca durante todo el año, incluso algunas llegan a dedicarse a la pesca del atún en la temporada de verano.

### Agricultura y ganadería
La mayor parte de las parroquias del interior siguen dedicándose a la agricultura y ganadería. 
La ganadería es otro de los pilares económicos del  Ayuntamiento. Cabe señalar la especialización que existe, al igual que en el resto de la Comarca de Bergantiños, en el ganado porcino. 
Existen en Puenteceso diversas explotaciones ganaderas situadas, fundamentalmente, en Langueirón, Nemeño y Corme-Aldea, además de explotaciones lecheras.

### Turismo
El turismo se centra en la localidad de Corme, siendo explotados los recursos paisajísticos y naturales del ayuntamiento para atraer turistas de toda la geografía española.

## Geografía humana

### Demografía
Cuenta con una población de 5318 habitantes (INE 2024).
| Gráfica de evolución demográfica de Puenteceso entre 1842 y 2021 |
| |
| Población de derecho según los censos de población del INE. Población de hecho según los censos de población del INE.En estos Censos se denominaba Bugalleira: 1842, 1857 y 1860. En estos Censos se denominaba Puente Ceso: 1877, 1887, 1897, 1900, 1910, 1920, 1930, 1940, 1950, 1960, 1970 y 1981. |

### Lugar
| Gráfica de evolución demográfica de Ponteceso (lugar) entre 2000 y 2019 |
|                                                                         |
| Datos según el nomenclátor publicado por el INE.                        |